# پابلو چیاپلا
پابلو چیاپلا (اسپانیایی: Pablo Chiapella‎؛ زادهٔ ۱ دسامبر ۱۹۶۹) بازیگر، صداپیشه و تک‌گو اهل اسپانیا است.
از فیلم‌ها یا برنامه‌های تلویزیونی که وی در آن نقش داشته‌است، می‌توان به ببخشید اگر عشق صدایت می‌زنم و دردسر قریب‌الوقوع اشاره کرد.